# Lista de aeroportos da Coreia do Sul
Esta é uma lista de aeroportos da Coreia do Sul, classificados por cidade:
| Cidade                 | ICAO | IATA | Nome do aeroporto                   |
| Aeroportos civis       |      |      |                                     |
| Cheongju               | RKTU | CJJ  | Aeroporto de Cheongju               |
| Daegu (Taegu)          | RKTN | TAE  | Aeroporto de Daegu                  |
| Gimpo (Kimpo)          | RKSS | GMP  | Aeroporto Internacional de Gimpo    |
| Gwangju (Kwangju)      | RKJJ | KWJ  | Aeroporto de Gwangju                |
| Incheon                | RKSI | ICN  | Aeroporto Internacional de Incheon  |
| Jeju (Cheju)           | RKPC | CJU  | Aeroporto Internacional de Jeju     |
| Muan                   | RKJB | MWX  | Aeroporto Internacional de Muan     |
| Busan (Pusan)          | RKPK | PUS  | Aeroporto Internacional de Gimhae   |
| Yangyang               | RKNY | YNY  | Aeroporto Internacional de Yangyang |
| Aeródromos civis       |      |      |                                     |
| Gunsan                 | RKJK | KUV  | Aeroporto de Gunsan                 |
| Jinhae (Chinhae)       | RKPE | CHF  | Aeroporto de Jinhae                 |
| Jeongseok (Jungseok)   | RKPD |      | Aeroporto de Jungseok               |
| Jeonju (Chonju)        | RKJU | CHN  | Aeroporto de Jeonju                 |
| Mokpo                  | RKJM | MPK  | Aeroporto de Mokpo                  |
| Pohang                 | RKTH | KPO  | Aeroporto de Pohang                 |
| Sokcho                 | RKND | SHO  | Aeroporto de Sokcho                 |
| Ulsan                  | RKPU | USN  | Aeroporto de Ulsan                  |
| Wonju                  | RKNW | WJU  | Aeroporto de Wonju                  |
| Yecheon                | RKTY | YEC  | Aeroporto de Yecheon                |
| Yeosu                  | RKJY | RSU  | Aeroporto de Yeosu                  |
| Bases aéreas militares |      |      |                                     |
| Pyeongtaek             | RKSG |      | Camp Humphreys                      |
| Daegu                  | RKTG |      | Camp Walker                         |
| Kangnung               | RKNN | KAG  | Base Aérea de Gangneung             |
| Chungju                | RKTI |      | Base Aérea de Jungwon (Choongwon)   |
| Gunsan                 | RKJK |      | Base Aérea de Kunsan                |
| Osan                   | RKSO | OSN  | Base Aérea de Osan                  |
| Sacheon                | RKPS | HIN  | Aeroporto de Sacheon                |
| Seongmu                | RKTE |      | Aeroporto de Seongmu                |
| Seosan                 | RKTP |      | Base Aérea de Seosan                |
| Seul                   | RKSM | SSN  | Base Aérea de Seul                  |
| Suwon                  | RKSW | SWU  | Base Aérea de Suwon                 |